# Ciutadella (Comarca)
Ciutadella ist eine Landschaftszone (katalanisch: Comarca) auf der spanischen Baleareninsel Menorca. Sie besteht aus vier  Gemeinden im Westen der Insel.
Angrenzende Inselregion ist im Osten Mahón.

## Gemeinden
| Gemeinde           | Einwohner (2024) | Fläche km² | Dichte Einw./km² | Cod INE | Postleitzahl |
| ------------------ | ---------------- | ---------- | ---------------- | ------- | ------------ |
| Ciutadella         | 31.941           | 186,34     | 171              | 07015   | 07760, 07769 |
| Ferreries          | 5.114            | 66,09      | 77               | 07023   | 07750        |
| Es Mercadal        | 6.215            | 138,34     | 45               | 07037   | 07740        |
| Es Migjorn Gran    | 1.690            | 31,44      | 54               | 07902   | 07749        |
| Comarca Ciutadella | 44.960           | 422,21     | 106              | –       | –            |